# Småsjön, Halland
Småsjön är en sjö i Mölndals kommun i Halland och ingår i Kungsbackaåns huvudavrinningsområde. Sjön är 5 meter djup, har en yta på 0,035 kvadratkilometer och befinner sig 109 meter över havet.